# Real Sociedad
Real Sociedad de Fútbol, S.A.D. (jednoduše znám jako Real Sociedad) je španělský fotbalový klub, který byl založen ve městě San Sebastián, a to   1909. Jejich domácím stadionem je Estádio Anoeta, o kapacitě 32 200 diváků. V současné době klub hraje nejvyšší španělskou soutěž La Ligu.
Největším rivalem je jiný baskický klub Athletic Bilbao.

## Historie
Real Sociedad byl založen na začátku 20. století, přesněji roku 1903, a za svoji více než stoletou existenci neopustil nejvyšší dvě soutěže. U zrodu klubu byli mladí Baskové, co se vrátili z Anglie, kde jim učaroval fotbal. Během prvních let odehrávali zápasy jako fotbalová sekce cyklistického klubu Club Ciclista de San Sebastian. V roce 1908 změnil klub barvu dresů z původní zelené a žluté na dnešní modrobílou.
Když roku 1909 získal klub trofej Copa del Rey po vítězství nad celkem Club Español de Madrid 3:1, obdržel od krále Španělska Alfonse XIII. přídomek „Real“. V roce 1928 byl Real Sociedad součástí nově založené Primery División a obsadil čtvrté místo. Nejlepším střelcem soutěže se stal Francisco Bienzobas, útočník Sociedadu. Ve 40. letech se tým pohyboval mezi první a druhou ligou.
Úspěšnými se stala 80. léta, kdy Real Sociedad pod vedením kouče Alberta Ormaetxea získal dva ligové tituly za sebou v roce 1981 a roce 1982, roku 1982 přidal ještě trofej ze Superpoháru. Na úspěch bylo zaděláno už v ročníku 1979/80, kdy se Real Sociedad nestal poraženým 32 zápasů v řadě a díky brankáři Luisi Arconadovi inkasoval nejméně gólů. V ročníku 1982/83 se zúčastnil PMEZ (předchůdce Ligy mistrů) a dosáhl semifinále, kde podlehl německému celku a pozdějšímu vítězi, Hamburku. V roce 1987 získal tým podruhé v historii Copu del Rey, zároveň ale skončila nejspíše nejúspěšnější éra klubu. Generace fotbalistů okolo Arconada a Zamory v blízké budoucnosti ukončila kariéru.
Podobným úspěchům se Real Sociedad přiblížil v roce 2003. Xabi Alonsa nebo Javiera de Pedra z mládežnických výběrů doplnili zahraniční hráči jako byli Nihat Kahveci z Turecka, Valerij Karpin z Ruska, Nizozemec Sander Westerveld nebo Darko Kovačević ze Srbska.
Nakonec tým obsadil druhou příčku, o dva body za Realem Madrid. V ročníku 2006/07 však Sociedad po 40 letech sestoupil, aby se o tři sezóny později do nejvyšší soutěže vrátil.

## Vyhrané domácí soutěže
- Primera División ( 2x )

       (1981, 1982)
- Copa del Rey ( 3x )

       (1909, 1987, 2020)
- Supercopa de España ( 1x )

       (1982)

## Statistika
- 63 sezón v Primera División (nejlepší umístění - vítěz)
- 14 sezón v Segunda División (vítěz)
- 8 účastí v Evropské lize (čtvrtfinále)
- 3 účasti v Lize mistrů UEFA (semifinále)
- 1 účast v Poháru vítězů pohárů (osmifinále)

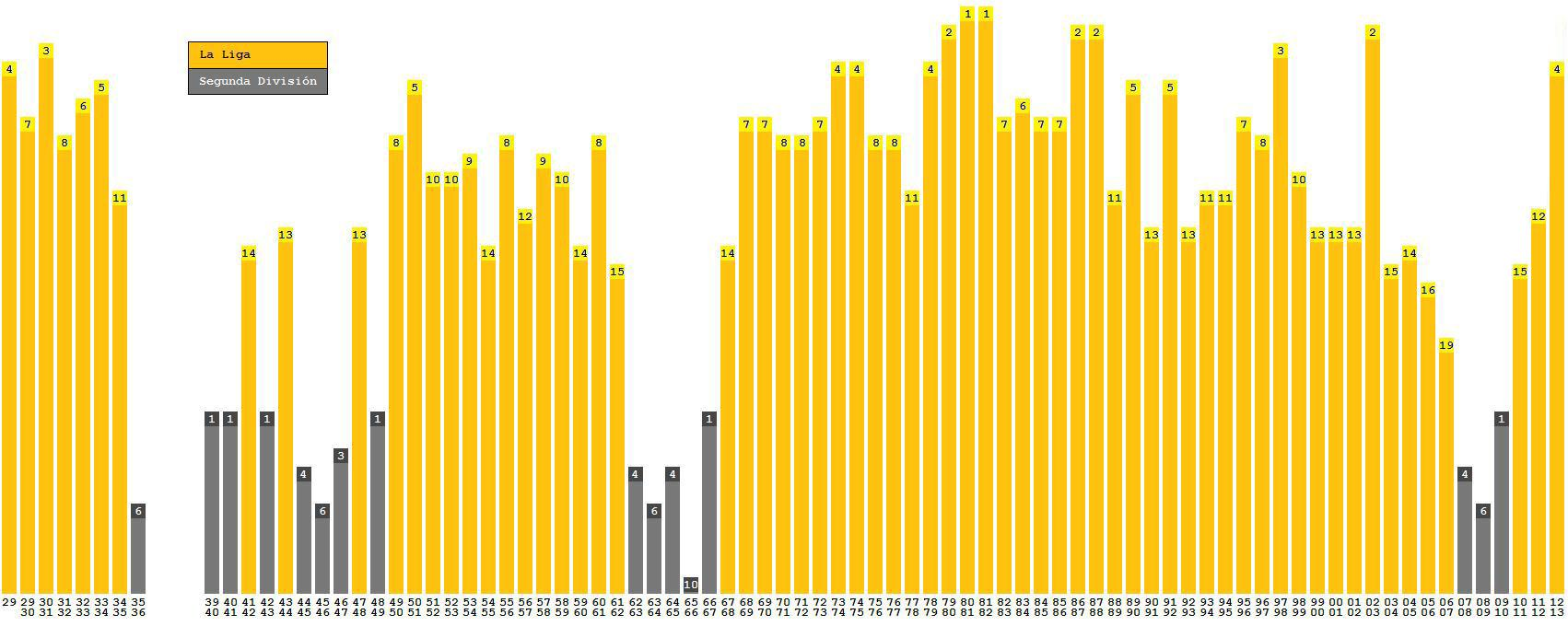
Statistika klubu v domácí soutěži

## Známí hráči
- Alberto Gorriz
- Eduardo Chillida
- Jesus Maria Satrustegui
- Luis Arconada
- Francisco "Cuqui" Bienzobas
- Paco Bienzobas
- Xabi Alonso
- Antoine Griezmann
- Darko Kovačević
- Mikel Merino